# Powys Fadog
Le Powys Fadog (en anglais: Lower Powys ou Madog's Powys)  constitue la partie nord de l'ancien royaume de Powys, qui est partagé en  deux à la suite de la mort de  Madog ap Maredudd en 1160. Le royaume est divisé conformément au Droit gallois, entre le  neveu de Madog; Owain Cyfeiliog qui reçoit le sud le futur 
Powys Wenwynwyn et son fils Gruffydd Maelor I, qui hérite du nord.

## Histoire
Gruffydd reçoit le cantref de Maelor et le  Commote  de Iâl (en) dans sa part auxquels il ajoute plus tard Nanheudwy (en),Cynllaith (en) Glyndyfrdwy (en), Mochnant (en). Ce royaume du nord prend le nom de  « Powys Fadog » après l'accession au pouvoir de son fils  Madog ap Gruffydd en 1191 qui règne jusqu'en 1236, et dont il prend le nom. Pendant son règne, Madog adopte d'abord une position de neutralité entre le royaume d'Angleterre et le royaume de Gwynedd mais en 1215 il conclut une  alliance avec Llywelyn ab Iorwerth de Gwynedd. Cette politique d'alliance avec le  Gwynedd se poursuit sous son successeur  Gruffydd Maelor II, seigneur de  Dinas Bran pendant les 33 années de son règne  (1236-1269). Cette alliance est formalisée quand le Powys Fadog devient vassal de Llywelyn ap Gruffudd dans sa fonction de Prince de Galles aux termes du Traité de Montgomery en 1267.
Quand Gruffydd Maelor II meurt en 1269, son fils aîné  Madog ap Gruffydd II lui succède sur le trône mais une petite partie de son royaume est dévolue à ses frères cadets en rébellion avec l'appui malveillant de l'Angleterre. En 1276 le Powys Fadog est en ébullition avec un conflit fratricide, et cette situation  devient un des prétextes de la campagne engagé par la couronne d’Angleterre contre la fragile confédération du Pays de Galles.
Au début de 1277 une armée commandé par Guillaume de Beauchamp, comte de Warwick avec le soutien du frère du Llywelyn ap Gruffudd, Dafydd ap Gruffydd, marche contre Chester dans le  Powys Fadog. Madog II est contraint de se soumettre et les termes de sa capitulation impliquent aussi son jeune frère  Llywelyn. Le centre du pouvoir royal le Château de Dinas Brân (en), considéré comme la plus importante place forte de tout le pays de Galles, ne devait pas demeurer en possession d'aucun d'eux et être démantelé. 
Il semble toutefois que  Madog II ou au moins de ses fidèles demeurent à Dinas Brân car peu après cet accord 
Henry de Lacy, comte de Lincoln, doit commander une armée anglaise afin de prendre d'assaut le château le 10 mai 1277. Avant qu'ils aient achevé l'encerclement complet de la,résidence royale ils apprennent que la petite garnison s'est retirée en abandonnant la place et en incendiant le château. Madog II est contraint de s'enfuir sous la protection du Gwynedd. Il est tué lors d'un combat aux côtés de Llywelyn ap Gruffudd plus tard dans la même année. le château de Dinas Brân est détruit et il n'en reste que les ruines que l'on peut voir de nos jours.
Ses frères survivants  Llywelyn Fychan et Gruffydd Fychan Ier acceptent la souveraineté de l' Angleterre et le domaine est divisé entre eux. Une provision est toutefois constituée pour les deux fils de Madog II. En 1282, pendant l'ultime campagne contre  Llywelyn ap Gruffudd, tous les souverains du Powys Fadog se retournent contre l'Angleterre  et lors du conflit final avec Llywelyn ap Gruffudd, Llywelyn Fychan et les deux fils Madog II sont tués.
Aux termes du Statut de Rhuddlan de 1284 tous les vestiges des titres et domaines princiers du Pays de Galles sont abolis. Gruffydd Fychan Ier, le frère de Madog II et dernier héritier du trône de Powys Fadog, obtient son pardon mais est réduit au statut de noble local mineur ou uchelwyr. Son descendant direct, Owain Glyndŵr, deviendra le chef de la rébellion galloise de 1400.
Le territoire du Powys Fadog est répartie entre unes série de seigneurie établie sur la base territoriale des anciens cantrefi. Lors des Laws of Wales Acts ces seigneuries sont fusionnées avec des territoires adjacents faisant anciennement partie du  Gwynedd et incorporées dans les nouveaux comtés administratifs; les cantrefi de Maelor, Nanheudwy, Iâl, Cynllaith et Mochnant Is Rhaeadr forment le  Denbighshire et le Maelor Saesneg forme le Wrexham enclave du Flintshire. Cette situation perdure jusqu'à la  réorganisation par le gouvernement local du pays de Galles en 1974.

## Princes de Powys Fadog et ensuite seigneurs de Glyn Dyfrdwy
- 1160–1191 Gruffydd Maelor Ier
- 1191–1236 Madog ap Gruffydd Maelor
- 1236–1269 Gruffydd Maelor II, seigneur de  Dinas Brân
- 1269–1277 Madog ap Gruffydd II, seigneur de Dinas Brân
- 1277–1289 Gruffydd Fychan Ier ap Gruffydd
- 1289–1304 Madog Crypl,
- 1304–c.1343 Gruffydd de Rhuddalt,
- c.1343–1369 Gruffydd Fychan II,
- 1369–c.1416 Owain ap Gruffydd.

## Sources
- (en) Mike Ashley, The Mammoth Book of British Kings and Queens (England, Scotland and Wales), Londres, Robinson, 1998 (ISBN 1841190969), p. 364-375 Medieval Powys et table 18. Wales (5) - Medieval Powys
- (en) Kari Maund, The Welsh Kings: Warriors, warlords and princes, Mill Brimscombe Port Stroud, The History Press, 2006 (ISBN 9780752429731), p. 190,193,197,203,206,208,221,223,226,230,245 & Table p.104 The second dynasty of Powys.
- (en) J. Beverley-Smith, Llywelyn ap Gruffudd, Prince of Wales (1998)
- (en) Timothy Venning, The Kings & Queens of Wales, Mill Brimscombe Port Stroud, Amberley Publishing,, 2013 (ISBN 9781445615776), p. 124-126 Chapitre 4ː Rulers of Mid Wales (Powys) Nothern Powys
- (en) Jacob Youde William Lloyd, The history of the princes, the lords marcher, and the ancient nobility of Powys Fadog, and the ancient lords of Arwystli, Cedewen, and Meirionydd